# Wang Kchun-lun
Wang Kchun-lun (čínsky pchin-jinem Wáng Kūnlún, znaky zjednodušené 王昆仑; 1. srpna 1902 — 23. srpna 1985) byl čínský politik, místopředseda celostátního výboru Čínského lidového politického poradního shromáždění (1979–1985) a místopředseda (1979–1981) a předseda (1981–1985) ústředního výboru Revolučního výboru čínského Kuomintangu, jedné z menších politických stran Čínské lidové republiky. Počínaje zapojením se do hnutí 4. května roku 1919 se aktivně se účastnil politického života, od roku 1922 v řadách Kuomintangu, v němž působil jako politický pracovník a propagandista. Po roce 1927 se posunul na levé křídlo Kuomintangu, opoziční k Čankajškovu vedení. V Čínské lidové republice po roce 1949 působil ve státní administrativní radě ústřední lidové vlády, zákonodárných a poradních sborech (Čínské lidové politické poradní shromáždění a Všečínské shromáždění lidových zástupců), byl také místostarostou Pekingu. Během kulturní revoluce byl vězněn, po polovině 70. let se vrátil k politické činnosti ve vedení Revolučního výboru čínského Kuomintangu, Všečínského shromáždění lidových zástupců a Čínského lidového politického poradního shromáždění.

## Život
Wang Kchun-lun se narodil 1. srpna 1902 v okrese Ting v Č’-li (resp. od roku 1928 v provincii Che-pej) v rodině úředníků původem z Wu-si v provincii Ťiang-su. Od roku 1918 studoval čínštinu na filozofické fakultě Pekingské univerzity; účastnil se hnutí 4. května a roku 1922 vstoupil do Kuomintangu. Roku 1922 dokončil univerzitní studium, načež učil na různých středních školách v Tchien-ťinu, Chang-čou a Pekingu. Roku 1926 odešel z Pekingu a krátce působil jako politický instruktor v akademii Whampoa, potom se v letech 1926–1927 účastnil Severního pochodu, jako politický a propagandistický pracovník. Roku 1927 působil v politickém oddělení velení kuomintangské Národní revoluční armády v Nankingu, ale po protikomunistickém obratu Kuomintangu vedeném Čankajškem se vzdal funkce, kritizoval Čankajška a politicky se posunul doleva. Roku 1933 se stal členem Legislativního jüanu, zákonodárného sboru kuomintangského režimu, ale také (tajně) vstoupil do Komunistické strany Číny. Od roku 1935 působil v širším vedení Kuomintangu jako kandidát ústředního výkonného výboru strany, věnoval se otázkám propagandy, ovlivňoval politiku Kuomintangu ve směru žádoucím pro komunisty. 
Po vypuknutí čínsko-japonské války a okupaci Šanghaje a Nankingu odešel s vedením Kuomintangu do Čchung-čchingu, ale kvůli opozičním postojům vůči kuomintangskému režimu byl nucen odejít z politických funkcí. Roku 1941 se podílel na založení Čínské demokratické revoluční ligy, aktivně se podílel na protijaponských a prodemokratických aktivitách v Kuomintangu. V roce 1948 odjel do Spojených států a pomáhal Feng Jü-siangovi při agitaci mezi členy čínské menšiny v USA. Vstoupil do Revolučního výboru čínského Kuomintangu, po roce 1949 jedné z menších politických stran Čínské lidové republiky a stal se členem jeho vedení; jako jeho reprezentant se v roce 1949 účastnil zasedání Čínského lidového politického poradního shromáždění, působil ve stálém výboru celostátního výboru shromáždění (1949–1954). Po vzniku Čínské lidové republiky se stal členem státní administrativní rady ústřední lidové vlády Čínské lidové republiky (1949–1954), v 50. letech ve vedení Revolučního výboru čínského Kuomintangu odpovídal za propagandu. Od zřízení Všečínského shromáždění lidových zástupců (parlamentu) roku 1954 byl členem jeho stálého výboru. Od roku 1955 byl současně místostarostou Pekingu.
Během kulturní revoluce přišel o všechny zastávané funkce a úřady a sedm let strávil ve vězení. K veřejné činnosti se vrátil roku 1975, od roku 1976 opět působil ve vedení Revolučního výboru čínského Kuomintangu, byl znovuzvolen poslancem Všečínského shromáždění lidových zástupců a členem jeho stálého výboru (1978–1983), současně byl od roku 1978 členem a od července 1979 místopředsedou stálého výboru celostátního výboru Čínského lidového politického poradního shromáždění (znovuzvolen roku 1983). V říjnu 1979 ve vedení Revolučního výboru čínského Kuomintangu povýšil na místopředsedu a od září 1981 na předsedu ústředního výboru.
Zemřel v Pekingu 23. srpna 1985.